# Gynandrobrotica
Gynandrobrotica là một chi bọ cánh cứng trong họ Chrysomelidae.
Chi này được miêu tả khoa học năm 1955 bởi Bechyne.

## Các loài
Các loài trong chi này gồm:
- Gynandrobrotica arcania Bechyne, 1958
- Gynandrobrotica beata (Baly, 1886)
- Gynandrobrotica bella (Baly, 1886)
- Gynandrobrotica bifasciata (Jacoby, 1887)
- Gynandrobrotica cavicpes (Baly, 1889)
- Gynandrobrotica clypeata (Baly, 1886)
- Gynandrobrotica conchula (Erichson, 1847)
- Gynandrobrotica deliciosa (Baly, 1886)
- Gynandrobrotica equestris (Fabricius, 1787)
- Gynandrobrotica excelsa (Baly, 1889)
- Gynandrobrotica fenestrata (Baly, 1886)
- Gynandrobrotica gestroi (Baly, 1889)
- Gynandrobrotica guerreroensis (Jacoby, 1892)
- Gynandrobrotica huacapistana Bechyne, 1958
- Gynandrobrotica imitans (Jacoby, 1879)
- Gynandrobrotica jekelii (Baly, 1886)
- Gynandrobrotica jucunda (Baly, 1886)
- Gynandrobrotica lepida (Say, 1835)
- Gynandrobrotica mimula (Harold, 1875)
- Gynandrobrotica nigrodorsata (Jacoby, 1889)
- Gynandrobrotica nigrofasciata (Jacoby, 1878)
- Gynandrobrotica parambaensis (Bowditch, 1912)
- Gynandrobrotica quadriplagiata (Boheman, 1859)
- Gynandrobrotica scapularis (Boheman, 1859)
- Gynandrobrotica sordidipennis (Baly, 1889)
- Gynandrobrotica stevensi (Baly, 1886)
- Gynandrobrotica strouhali Bechyne, 1958
- Gynandrobrotica subsimilis (Baly, 1891)
- Gynandrobrotica variabilis (Jacoby, 1887)
- Gynandrobrotica ventricosa (Jacoby, 1878)
- Gynandrobrotica vogli Bechyne, 1956
- Gynandrobrotica xanthoptera (Baly, 1886)